# Vivian Joseph
Pour les articles homonymes, voir Joseph.
Vivian Joseph, née le 7 mars 1948 à Chicago, est une patineuse artistique américaine. Elle est notamment médaillée de bronze de la compétition par couple des Jeux olympiques d'hiver de 1964 avec son frère Ronald.

## Biographie

### Carrière sportive
Vivian Joseph patine depuis son enfance avec son frère Ronald. Champions juniors des États-Unis en 1961, ils montent sur le podium au niveau senior les trois années suivantes. Ils se classent quatrièmes des Jeux olympiques d'hiver de 1964. En 1965, ils sont champions des États-Unis et d'Amérique du Nord. Après les Jeux de 1964, les Allemands Marika Kilius et Hans-Jürgen Bäumler, deuxièmes, sont disqualifiés pour avoir signé un contrat professionnel avant les Jeux, ce qui est contraire aux les règles olympiques sur l'amateurisme. Les Joseph montent donc à la troisième place. En 1987, les médailles sont rendues au couple allemand mais les Américains conservent leurs médailles de bronze.

## Palmarès
Avec son partenaire Ronald Joseph
| Compétition                     | 1962 | 1963 | 1964 | 1965 |  |  |  |  |  |  |  |  |  |  |
| Jeux olympiques d'hiver         |      |      | 3e   |      |  |  |  |  |  |  |  |  |  |  |
| Championnats du monde           |      | 8e   | 4e   | 2e   |  |  |  |  |  |  |  |  |  |  |
| Championnats d'Amérique du Nord |      | 3e   |      | 1re  |  |  |  |  |  |  |  |  |  |  |
| Championnats des États-Unis     | 3e   | 2e   | 2e   | 1re  |  |  |  |  |  |  |  |  |  |  |
|                                 |      |      |      |      |  |  |  |  |  |  |  |  |  |  |